# 量子反射
量子反射（Quantum reflection），是描述从引力势反射过来物质波的一种物理现象。在经典物理学中，这种现象是不可能出现的。比如说，当一个磁铁拉着另一个磁铁吸引靠近，并不会其中一个磁铁突然间反转并且对方推走。

## 定义
量子反射在21世纪成为了物理学的一个重要分支。有一个致力于量子反射的工作组，他们建议量子反射的定义如下：
量子反射是反常态的现象，即微粒子运动方向“反向”于作用在其上的力。这个作用显示了微粒子的波的本质，也同时显示了绝对零度下原子碰撞效果和固体表面原子间的相互影响。
观察量子反射已经成为了一种可能，这源于当今的原子囚禁技术和冷却技术。

## 慢速原子的反射
尽管量子物理学的原理适用于所有微粒子，但通常量子反射都是指原子从凝态物质（液体或者固体）表面反射而来。介入原子的全部势能在靠近物质表面很小的距离（以原子级别论）以后会转化成排斥的能量。